# Bucquetia
Bucquetia là một chi thực vật thuộc họ Melastomataceae. Chi này có các loài sau (tuy nhiên danh sách này có thể chưa đủ):
- Bucquetia nigritella, (Naudin) Triana

## Hình ảnh

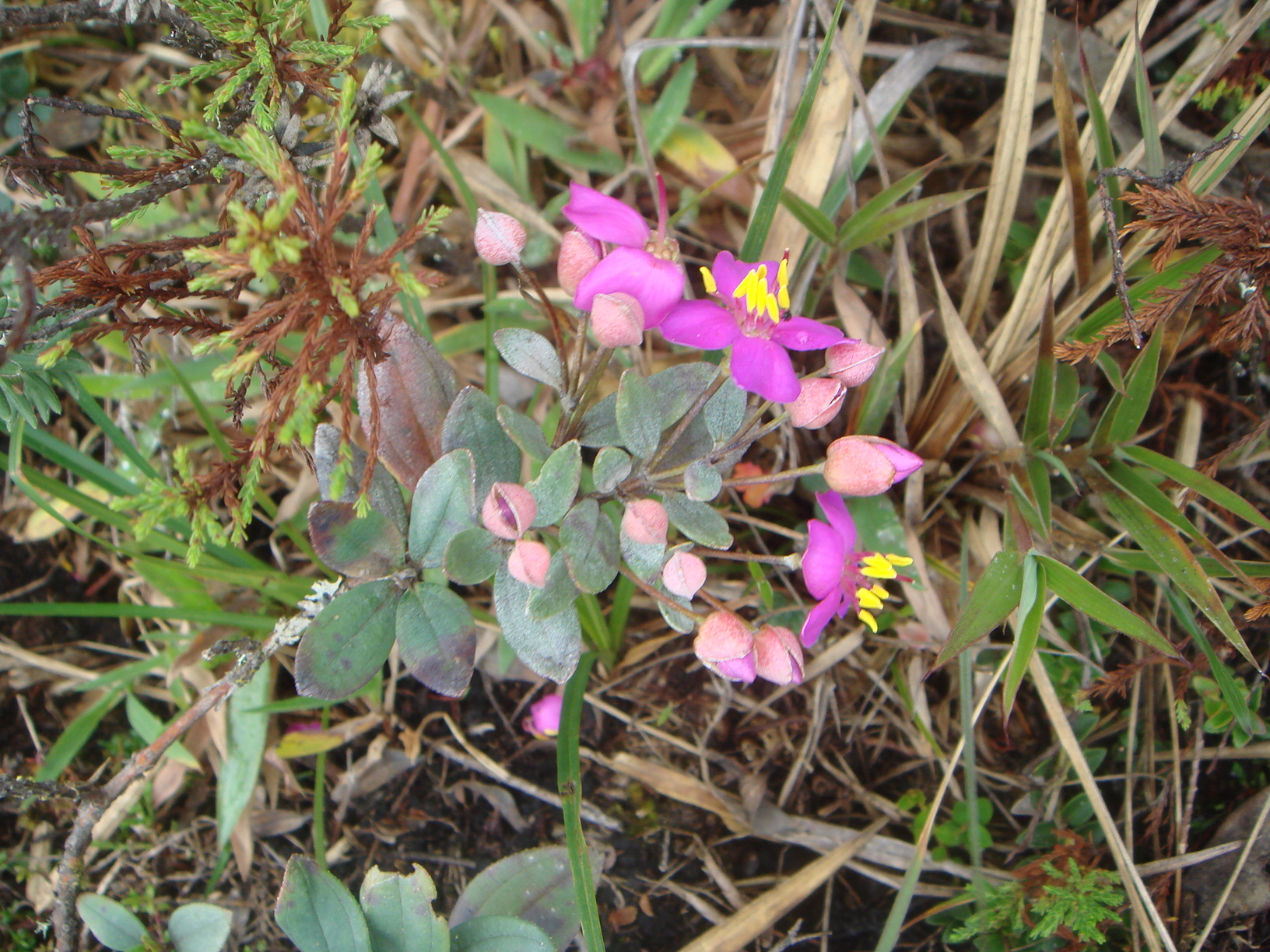